# 971
971 (CMLXXI) je bilo navadno leto, ki se je po julijanskem koledarju začelo na nedeljo.

## Dogodki
- 1. januar

## Rojstva
- 2. oktober - Mahmud Ghazni, sultan gaznavidskega imperija († 1030)
- Kušiar, arabski astronom, matematik († 1029)